# L'incantesimo del lago 2 - Il segreto del castello
L'incantesimo del lago 2 - Il segreto del castello (The Swan Princess: Escape from Castle Mountain) è un film d'animazione del 1997 diretto da Richard Rich. Ha avuto una distribuzione limitata nei cinema dal 18 luglio 1997 prima di approdare in home-video. È il seguito di L'incantesimo del lago e ha a sua volta avuto un sequel, L'incantesimo del lago 3 - Lo scrigno magico.

## Trama
È passato un anno dalle nozze del Principe Derek con la Principessa Odette, e nel regno fervono i preparativi per celebrare il loro primo anniversario di matrimonio. Ma i festeggiamenti, ai quali il principe è da tempo poco attento a causa dei numerosi impegni regali, vengono interrotti dall'ennesimo incendio che devasta i campi a ovest. Grazie al pronto intervento dei contadini, e all'aiuto di Derek e Odette, l'incendio viene presto domato. Il fuoco è solo l'ultimo dei numerosi sabotaggi provocati dal brigante Knuckles che, su ordine del mago Clavius tenta in ogni modo di distogliere l'attenzione del principe, accorto e generoso verso il suo popolo, da Odette, che inizia a sentirsi trascurata. Clavius era stato in passato socio dell'ormai defunto stregone Rothbart, e i due erano riusciti insieme a conquistare gli oscuri poteri delle Arti Proibite: ma dopo aver cercato di liberarsi di Rothbart, Clavius era stato scacciato dal compagno. Ora che Rothbart è morto, Clavius reclama la magica sfera che contiene le Arti Proibite, e che si trova nascosta nel castello sul lago, ora dimora di Derek e Odette.
Il giorno del compleanno di Uberta, che nessuno sembra ricordare a causa dei disastri provocati da Knuckles, Clavius arriva inaspettatamente al castello travestito da clown e, con la scusa di una festa, rapisce la regina per usarla come ostaggio, fuggendo su una mongolfiera. E quando Derek parte per salvare la madre, prigioniera all'interno di un vulcano inattivo, Clavius si reca al castello sul lago, dove sorprende e rapisce Odette chiudendola in una torre per poi andare in cerca della sfera magica, dopo aver rivelato che ha preparato una trappola per Derek. Ma l'astuta Bridget, in passato complice di Rothbart, ora amica di Odette, riconosce Clavius e capite le sue intenzioni, insieme a Jean-Bob, Freccia e Puffin, scende nei sotterranei del castello, dove trova la stanza segreta che custodisce le Arti Proibite (una sfera magica dotata dei 3 poteri assoluti: quello di Creare, quello di Cambiare e quello di Distruggere). Il gruppo corre poi alla torre per liberare Odette. Derek si trova, tuttavia, sempre in pericolo, così per avvertirlo della trappola alla quale sta andando incontro, Odette prega Bridget di usare i poteri della sfera per tramutarla nuovamente in un cigno (in quanto Puffin a causa di un'ala ferita non può volare), solo per quel momento, con tutto che Bridget le ricorda che la sfera va ripresa a Clavius per effettuare la ritrasformazione. Una volta in forma di cigno, Odette vola incontro a Derek, lasciando Bridget e gli altri al castello a sventare i ripetuti attacchi di Clavius per impadronirsi delle Arti Proibite. Fallito il tentativo del gruppo di tenerlo lontano dalla sfera, Clavius rinchiude tutti in una segreta sommersa e torna trionfante nella sua dimora.
Altrove, Odette trova Derek in tempo per salvarlo dalle sabbie mobili nelle quali Knuckles l'ha fatto cadere con l'inganno. Di ritorno al castello, i due vedono Clavius fuggire con la sfera a bordo di una mongolfiera, alla quale Jean-Bob, Freccia e Puffin si sono segretamente aggrappati senza essere visti dopo essersi liberati dalla segreta. Seguendo il pallone, Derek e Odette raggiungono il vulcano inattivo, antro di Clavius, e cercano di raggiungere l'entrata attraverso una funivia in legno a picco su un fiume di lava. Ma arriva Knuckles, e così il fuorilegge e il principe combattono. Il valoroso Derek lo batte per legittima difesa e, in un momento di pietà, salva il perfido Knuckles che, invece, lo fa precipitare nel baratro. Derek, però, riesce ad aggrapparsi a un ramo e a fermare in tempo Knuckles che, intrappolata Odette, cerca di raggiungere l'antro di Clavius attraverso una funivia, ma Derek riesce a salvare la sua amata tagliando le corde dell'alloggio, così Knuckles precipita nella lava, morendo.
Clavius, intanto, sta celebrando all'interno del rifugio la sua vittoria, sfruttando i poteri delle Arti Proibite a suo piacimento, quando Derek irrompe nella grotta, distogliendo l'attenzione del mago dagli animaletti, che corrono ad aprire la prigione in cui la regina è rinchiusa. Durante lo scontro con il mago, il principe inizia ad avere la peggio quando Jean-Bob, coraggiosamente, interviene in suo aiuto, permettendo a Derek di impadronirsi della sfera, ma rimanendo ucciso. Con le Arti Proibite tra le mani, Derek e il resto del gruppo si avviano verso la mongolfiera per fuggire, il principe rivela il suo intento, dopo aver fatto tornare umana Odette e salvato Jean-Bon, intende distruggere la sfera, quando improvvisamente Clavius cerca di fermarli. Nella confusione, la sfera sfugge alle mani del principe, frantumandosi al suolo, riattivando il vulcano e generando un'esplosione che uccide Clavius all'istante, mentre Derek e il gruppo riescono a salvarsi fuggendo sulla mongolfiera.
Con la distruzione della sfera, Bridget non è più in grado di eseguire il controincantesimo su Odette, così tutti si riuniscono al castello sul lago e attendono trepidanti che la luna si alzi in cielo, così da permettere, come in passato, a Odette di riprendere le sue vere sembianze e di ridare vita a Jean-Bob. E quando l'astro si riflette sulla superficie del lago, dopo un attimo di sconforto, la magia si compie, Odette riacquista la sua forma umana e Jean-Bob ritorna in vita. Felici della ritrovata pace, il gruppo festeggia la vittoria e il compleanno di Uberta con un'esplosione di fuochi artificiali. Il giorno dopo, Derek decide di trascorrere la giornata con Odette, avendo finalmente compreso quanto lei sia più importante di qualunque altra cosa.

### Personaggi
- Principessa Odette: in questo seguito, la principessa Odette viene ancora trasformata in cigno per effetto delle Arti Proibite.
- Principe Derek: coraggioso e impetuoso, parte per salvare la madre, la Regina Uberta, cadendo così in una delle trappole di Knuckles, per conto di Clavius. I suoi impegni lo tengono spesso lontano da Odette, ma fermata la minaccia di Clavius riesce a trovare del tempo per sua moglie.
- Regina Uberta: cade nella trappola di Clavius, ma si dimostra coraggiosa, esasperandolo senza problemi. Essendo il suo compleanno lo fa notare molto spesso.
- Lord Rogers: direttore d'orchestra e consigliere di Derek.
- Bromley: amico di Derek, si dimostra più coraggioso che nel primo episodio.
- Ciambellano: fedele servitore della Regina Uberta.
- Bridget: ex-scagnozza di Rothbart, alla fine del primo film è diventata amica dei protagonisti. Grazie alla sua conoscenza delle Arti Proibite, può esaudire la richiesta della principessa Odette di essere trasformata in cigno.
- Puffin: è una pulcinella di mare. Insieme a Jean-Bob e Freccia completa il trio di amici animali lacustri. È molto abile nel volo, ma, per via di un incidente che gli impedisce di volare, in questo film dimostra la propria abilità anche nello scivolare.
- Jean-Bob: è una rana dal forte accento francese che spera tanto di venire trasformata in un principe e, durante lo scontro fra Derek e Clavius, lo diventa per un attimo.
- Freccia: è una tartaruga buona, tranquilla e veloce come una freccia nel nuoto. Aiuta Odette, Puffin e Jean-Bob a liberare la Regina Uberta.
- Clavius: era socio di Rothbart prima che lui lo tradisse e, infatti, all'inizio dimostra di odiarlo profondamente. Vuole uccidere il principe Derek e impadronirsi delle Arti Proibite per dimostrare di essere superiore al suo defunto ex-collega. Vive in un vulcano arredato con mobili e perfino con una cella dove tiene prigioniera la Regina Uberta. Dopo la distruzione delle Arti Proibite, verrà ucciso dall'esplosione del vulcano.
- Knuckles: è l'aiutante e amico di Clavius, un brigante che cercherà in tutti i modi di uccidere il principe Derek. Dimostra il proprio atteggiamento servile fino al ridicolo anche con la Regina Uberta, ma dimostra anche di essere viscido: infatti, dopo essere stato salvato da Derek tenta ugualmente di ucciderlo. Mentre cerca di uccidere anche Odette, Derek trionferà su di lui facendolo precipitare nella lava.
- Frederick: è il cuoco del castello del principe Derek.

## Colonna sonora
1. Rivoglio quella magia d'amore (The Magic of Love)
2. Per un amico si fa (That's What You Do For a Friend)
3. Dovete starci (You Gotta Love It)

## Home video
A settembre 1997, due mesi dopo l'uscita nei cinema, il film è stato pubblicato per l'home video. Nel 1999 è stato incluso in un set regalo di videocassette insieme al film precedente e al terzo capitolo della serie. Il DVD è uscito negli Stati Uniti il 18 agosto 2009.
A febbraio 2004 in Europa è stato messo in commercio un cofanetto DVD con i primi tre film e il karaoke delle canzoni.